# Waudrez
Waudrez (en wallon Ådreû) est une section de la ville belge de Binche située en Région wallonne dans la province de Hainaut.

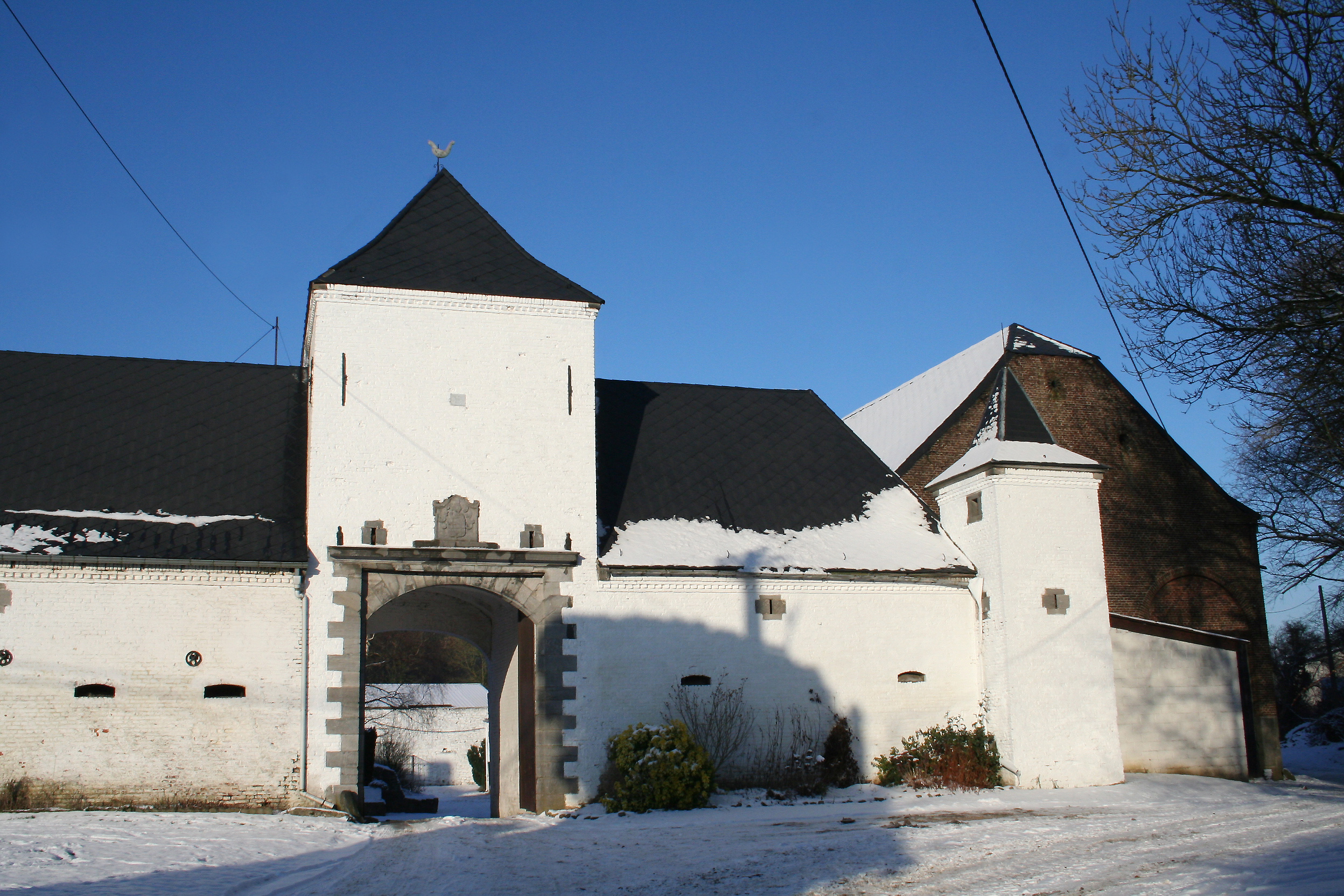
Ancienne ferme du château de Clerfayt.

C'était une commune à part entière avant la fusion des communes de 1977.
C'est un village qui allie beauté et tranquillité, c'est aussi un des poumons verts de l'entité de Binche.

## Géographie
Le village de Waudrez est composé de Waudrez et du hameau de Brûle (Bruile en wallon), où se trouve l'ancienne ferme du château Clerfayt. Naquit dans ce dernier François Sébastien de Croix de Clerfayt.

### Hydrographie
Le ruisseau de la Princesse traverse également la commune.

## Évolution démographique
- Sources : INS, Rem. : 1831 jusqu'en 1970 = recensements, 1976 = nombre d'habitants au 31 décembre.

## Histoire
Des recherches archéologiques ont identifié Waudrez à Vodgoriacum, un relais sur la voie romaine Bavay-Cologne.

### Vicus Vogdoriacum

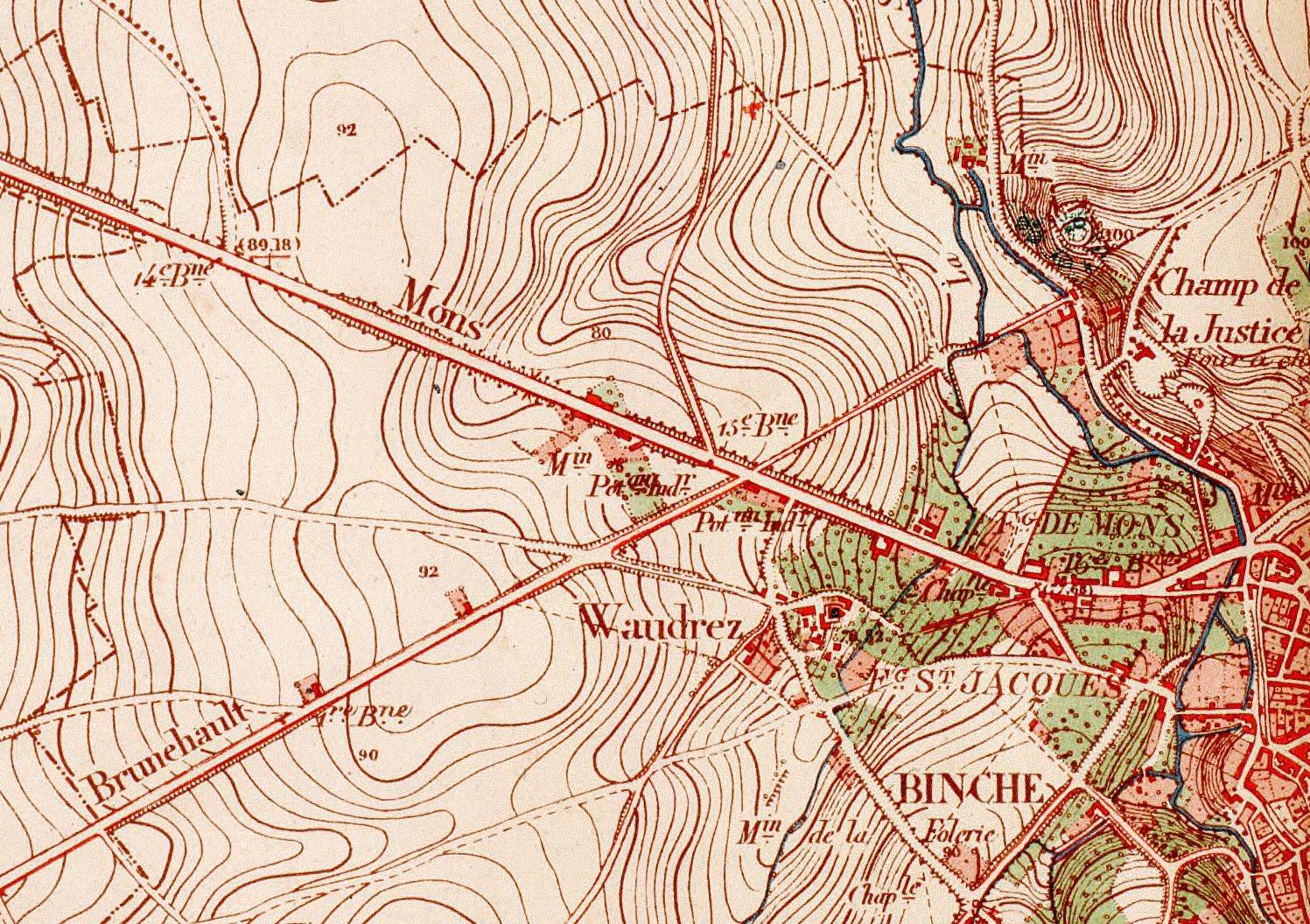
La chaussée Brunehault à Waudrez. Carte IGN (46/5) 1882.
Visualiser cette carte sur Google Earth.

À 29 kilomètres de Bavay, le vicus Vogdoriacum ou vogo Dorgiacum, est à 2 kilomètres du centre de Binche. C'est, pendant l'époque gallo-romaine, lieu d'étape et agglomération commerçante d'une certaine importance où se vendent les produits de l'industrie locale. Le site archéologique occupe une surface de 70 ha. Des recherches archéologiques mettent au jour une grande habitation romaine, avec installation de bains et un puits de 3 mètres de diamètre et 14 m de profondeur. Des monnaies, des poteries, des objets en fer, en bronze, des céramiques en terre sigillée y sont également découverts.
Vogdoriacum reste longtemps une énigme pour les historiens. Au XIXe siècle encore, Fortia d’Urbain l’identifie à Givry. Il faut attendre la seconde moitié du XXe siècle, et les travaux du Service National des Fouilles pour que le vicus de Waudrez soit clairement reconnu. Depuis 1976, les origines et le devenir de ce relais gallo-romain sont présentés dans un musée situé sur le site même.
Une borne milliaire de l’époque d’Antonin (IIe siècle apr. J.-C.), découverte à Péronnes-lez-Binche indique que l'on se trouve à 22 milles romains de Bavay.

## Héraldique
|  | Les grandes d'armes de Waudrez sont au blasonnement suivant : d'or au lion de sable, l'écu posé devant un saint Rémy, debout, de face, mitré, revêtu de ses habits archiépiscopaux, tenant de la dextre une fiole que lui apporte une colombe et de la senestre une crosse, le tout d'or. Saint-Rémy est le saint patron du village. Blasonnement : D'or au lion de sable. - Arrêté royal : 29 avril 1959 |

## Liste des bourgmestres de 1830 à 1977
- Ludovic de Robiano, de 1830 à 1886, (Parti Catholique).

## Patrimoine et culture

### Lieux et monuments
- L'église du village est consacrée à Saint-Rémy et a été édifiée en 1780[3].
- Ancien château de Clerfayt. Siège d'une seigneurie indépendante de Waudrez et attesté comme fief de Belœil de 1357 à la Révolution française. Le premier seigneur fut Fulbert de Bruille mentionné dans un acte de 1157, à sa famille succéderont dès l'aube du XIVe siècle les Beauffort, un siècle plus tard les Sars, au XVIe siècle, les Wignacourt, les Wasservas et le Roly. Le domaine fut acquis en 1653 par les Croix de Drumez, comtes de Clerfayt. Après la Révolution française, la propriété passe aux Spangen aux Coppens, aux Robiano, aux Senzeille puis à Ferdinand-Amédée de Beaufort. Ce dernier vend le château en 1914, aux pères des Sacré-Cœurs qui ont restauré en 1919 et plus récemment réaffecté en collège[4].
- Ferme d'En-Bas. Ancienne dépendance du château de Clerfayt remontant des XVIIe et XIXe siècles[5].
- Ferme du Colau ou du Bon Dieu de Pitié (XVIIIe siècle)[6].

### Culture

#### Pèlerinage de Compostelle
Waudrez est une étape wallonne sur la via Gallia Belgica du pèlerinage de Saint-Jacques-de-Compostelle, qui se prolonge par la via Turonensis en France. L'étape notable précédente est Seneffe ou Le Rœulx ; la suivante est Estinnes.